# Pelegrina pervaga
Pelegrina pervaga är en spindelart som först beskrevs av George William Peckham och Elizabeth Maria Gifford Peckham 1909.  Pelegrina pervaga ingår i släktet Pelegrina och familjen hoppspindlar. Inga underarter finns listade i Catalogue of Life.